# Emotionales Schlussfolgern
Emotionales Schlussfolgern oder emotionale Beweisführung (englisch: emotional reasoning) liegt vor, wenn jemand aus seinen Gefühlen Schlussfolgerungen über Tatsachen zieht. Beispiel: „Ich empfinde Eifersucht und Misstrauen. Das bedeutet, dass meine Partnerin wohl fremdgeht.“ Emotionales Schlussfolgern ist eine Form von kognitiver Verzerrung, wodurch keine korrigierenden Erfahrungen gesammelt werden können, die bisherige Überzeugungen (Schemata) infrage stellen (siehe Becks Depressionsmodell).
Tatsächlich werden Emotionen durch die meist unbewusste und von anderen kognitiven Verzerrungen und Voreingenommenheit beeinflusste Denkweise über das beobachtete Ereignis ausgelöst. Emotionen sind folglich völlig ungeeignet, die Richtigkeit einer Annahme zu bewerten, da sie ein Resultat der Annahme sind.
Der Begriff geht auf den Psychiater Aaron T. Beck zurück, der ihn 1979 im Rahmen seiner Überlegungen zur kognitiven Verhaltenstherapie eingeführt hat. Besonders Menschen mit Neigungen zur Depression lauschen oft exzessiv auf ihr negatives Bauchgefühl, anstatt unbefangen die objektiven Fakten zu besichtigen. In Stresssituationen neigen Menschen aber generell dazu, auf ein gegebenes Ereignis emotional zu reagieren, anstatt eine strategisch kluge Antwort zu finden.

## Auswirkung
Eine Person, die einer emotionalen Schlussfolgerung unterliegt, hinterfragt aufgrund des Bestätigungsfehlers und der damit einhergehenden Selbsttäuschung die getätigte Annahme nicht und ignoriert Evidenzen, welche gegen die getätigte Annahme sprechen. Durch den Mangel an Evidenz werden andere kognitive Verzerrungen weiter verstärkt.

## Kognitive Verhaltenstherapie
Eine besondere Beachtung findet die Emotionale Beweisführung in der kognitiven Verhaltenstherapie, die dem Patienten Denkmuster, welche in negativen Emotionen resultieren, durch Hinterfragen aufzeigt und bewusst macht, um diese anschließend durch Denkmuster zu ersetzen, welche in positiven Emotionen resultieren.

## Gewaltfreie Kommunikation
Die gewaltfreie Kommunikation (GFK) begegnet emotionalen Schlussfolgerungen, indem der Prozess der Gefühlsentstehung bewusst gemacht wird. Es wird in der GFK Wert darauf gelegt, dass die Verantwortung für die eigenen Emotionen (in der GFK als „Gefühle“ bezeichnet) übernommen wird und Annahmen – insbesondere solche, die in einer negativen Emotion resultieren – hinterfragt werden.

## Beispiele
Hier einige Beispiele für Fehlschlüsse aufgrund von emotionaler Beweisführung:
- „Ich fühle mich schuldig, also habe ich Schuld.“
- „Ich bin wütend auf eine andere Person, also hat sie etwas falsch gemacht.“
- „Wenn mein Gefühl sagt, etwas ist gut, dann ist es auch gut, und wenn es sagt, etwas ist schlecht, dann ist dies auch schlecht.“
- „Sieh dir an wie schön die Welt ist! Es muss also einen Gott geben, der sie geschaffen hat.“
- „Ich habe das Gefühl, dass ich einen freien Willen habe, also muss es ihn auch geben.“
- „Ich kann mir einen Zustand vorstellen, indem ich ohne meinen Körper weiterexistiere, daher muss es ein vom Körper unabhängiges Ich bzw. eine Seele geben.“